# Národní státní vysílací společnost republiky Bělorusko
Národní státní vysílací společnost republiky Bělorusko (zkráceně NDTRK RB, bělorusky Нацыянальная дзяржаўная тэлерадыёкампанія Рэспублікі Беларусь Nacyjanalnaja dzjaržaŭnaja teleradyjokampanija Respubliki Belarus, rusky Национальная государственная телерадиокомпания Республики Беларусь nebo Белтэлерадыёкампанія) je veřejnoprávní rozhlasový a televizní vysílatel v Bělorusku.
Dne 1. ledna 1993 byl vysílatel přijat jako aktivní člen Evropské vysílací unie pod názvem Belarusian Television and Radio Company (BTRC), česky Běloruská televizní a rozhlasová společnost. Dne 1. července 2021 byl vysílatel z EBU vyloučen.

## Televizní kanály
Vysílatel operuje se 6 kanály, kdy 5 z nich je přenášeno národně a 1 je pro mezinárodní publikum.
- Belarus' 1 (bělorusky a rusky Беларусь 1) vysílá zpravodajství, aktuální události a obecně zájmové pořady.

- Belarus' 2 (bělorusky a rusky Беларусь 2) se zaměřuje na zábavné pořady a sport.

- Belarus' 3 (bělorusky a rusky Беларусь 3) vysílá kulturní pořady.

- Belarus' 5 (bělorusky a rusky Беларусь 5) je sportovním kanále.

- Belarus' 24 (bělorusky a rusky Беларусь 24) je mezinárodní kanál, který nabízí pořady pro diaspory Bělorusů v zahraničí.

- NTV Belarus' je běloruská verze kanálu НТВ Россия. Pořady jsou převzaty z ruské verze kanálu a dalších ruských kanálů.[3]

## Rozhlasové kanály
Vysílatel operuje na 2 národních rozhlasových stanicích a 3 regionálnách.
- Pieršy Nacyjanaĺny kanal Bielaruskaha radyjo (bělorusky Першы Нацыянальны канал Беларускага радыё) je největší národní rozhlasový kanál v Bělorusku.

- Radyjostancyja "Bielarus'" (bělorusky Радыёстанцыя «Беларусь») je vnitrostátní a mezinárodní služba s pořady v sedmi jazycích (v běloruštině, angličtině, francouzštině, němčině, polštině, ruštině, a španělštině).[4]

- Radyjokanal "Kultura" (bělorusky Радыёканал «Культура»), Radyjostancyja "Stalica" (bělorusky Радыёстанцыя «Сталіца») a Radyjostancyja "Radyus-FM" (bělorusky Радыёстанцыя «Радыус-FM») jsou regionálními kanály.

## Galerie

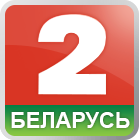
Belarus' 2
Belarus' 4
Belarus' 24
NTV Belarus